# Alejandra García
Alejandra García (León, 26 de maio de 1991), é uma atriz, cantora, condutora, DJ e modelo mexicana, formada no Centro de Educación Artística.
Ficou conhecida no Brasil por interpretar a personagem Nadia Argüelles na novela O Que a Vida me Roubou, formando um par romântico junto com Alejandro Ávila.

## Biografia

### Primeiros Anos
Alejandra nasceu na cidade de León, no estado de Guanajuato, no México.É a mais velha de 3 irmãos. Aos 10 anos participou de um concurso de beleza em León, Guanajuato, na qual venceu o concurso ao preparar um monólogo. Apresentou um programa juvenil na Televisa del bajío, estudou, cantou, e, aos 15 anos participou de um grupo musical, no qual voltou ao Distrito Federal e pouco depois se separou.

### Carreira
Em 2007, Ale se ingressou ao Centro de Educación Artística (CEA) da Televisa aonde foi aceitada. Teve pequenas participações em telenovelas como Código postal aonde compartilhou créditos com África Zavala, Altaír Jarabo, José Ron, entre outros; En nombre del amor com Allisson Lozz e Sebastián Zurita; e Un gancho al corazón trabalhando ao lado de Danna García, Laisha Wilkins e Sebastián Rulli.
Logo ao se graduar ao CEA da Televisa, foi escalada por Juan Osorio para interpretar «Guadalupe», na telenovela Una familia con suerte atuando ao lado de Arath de la Torre, Mayrín Villanueva, Luz Elena González, entre outros; Por sua atuação foi indicada no Prêmio TVyNovelas como Revelação Feminina sendo a ganhadora da tal categoria.[carece de fontes?]
Em 2013 interpretou «Nadia» na telenovela Lo que la vida me robó. Também participou de um comercial da Nescafé chamada Dolce Gossip, interpretando «Mariela». Além disso, protagonizou um capítulo da série La Rosa de Guadalupe titulado Viver para Amar, interpretando «María del Carmo».
Após essa oportunidade, em 2015, interpretou a sua primeira vilã chamada «Macaria», na primeira fase de Que te perdone Dios onde compartilhou créditos com Sabine Moussier. Ainda em 2015 foi escalada para fazer uma das protagonistas de Amor de Barrio, com uma personagem de maior destaque.
Em 2016, fez sua estreia no teatro fazendo a protagonista principal da versão mexicana do musical espanhol do grupo Hombres G, Marta tiene un marcopasos, produção de Geraldo Quiroz. Ali interpretou «Marta», compartilhando cenários com Christian Chávez, Alex Sirvent, Mar Contreras, entre outros.
Em 2017, se incorporou ao elenco da telenovela El Bienamado dando vida a mais uma vilã, «Tania». Além de ser atriz, Alejandra é cantora, condutora, modelo e DJ de Hobby, e se apresentou em vários eventos especiais de música eletrônica. Ainda em 2017, fez seu 3º papel antagônico na telenovela Me declaro culpable, interpretando «Katia Romo».
Em 2018, fez uma pequena participação na telenovela Mi marido tiene más familia. 
Em 2019, é escalada para interpretar «Lorena» na telenovela Por amar sin ley 2.
Em 2020 está escalada para participar da telenovela Vencer el desamor.

## Filmografia

### Telenovelas
| Ano  | Título                      | Personagem                      |
| ---- | --------------------------- | ------------------------------- |
| 2021 | La desalmada                | Rosalina Santos                 |
| 2020 | Vencer el desamor           | Romina Inzunza                  |
| 2019 | Por amar sin ley 2          | Lorena Fuentes                  |
| 2018 | Mi marido tiene más familia | Ela mesma                       |
| 2017 | Me declaro culpable         | Katia Romo                      |
| 2017 | El Bienamado                | Tania Solís Mendoza             |
| 2015 | Amor de barrio              | Laura Vasconcelos Arriaga       |
| 2015 | Que te perdone Dios         | Macaria Ríos (jovem)            |
| 2013 | Lo que la vida me robó      | Nadia Argüelles de Medina       |
| 2011 | Una familia con suerte      | Guadalupe "Lupita" López Torres |
| 2008 | En nombre del amor          | Rival de Romina                 |
| 2008 | Un gancho al corazón        | Edna Santos                     |
| 2006 | Código postal               | Paulina Vidal                   |

### Séries de TV
- La Rosa de Guadalupe (2013) - María del Carmo

### Teatro
- Marta tiene un marcopasos (2016) - Marta [10][11]

## Prêmios e indicações

### Prêmio TVyNovelas
| Ano  | Categoria          | Telenovela             | Resultado |
| ---- | ------------------ | ---------------------- | --------- |
| 2012 | Revelação Feminina | Una familia con suerte | Venceu    |
| 2016 | Atriz Juvenil      | Que te perdone Dios    | Indicada  |
| 2016 | Atriz Co-estrelar  | Amor de Barrio         | Indicada  |

### Premios Bravo
| Ano  | Categoria | Telenovela             | Resultado |
| ---- | --------- | ---------------------- | --------- |
| 2012 | Revelação | Una familia con suerte | Venceu    |

### Kids Choice Awards México
| Ano  | Categoria          | Telenovela             | Resultado |
| ---- | ------------------ | ---------------------- | --------- |
| 2014 | Atriz Favorita     | Lo que la vida me robó | Indicada  |
| 2012 | Revelação Favorita | Una familia con suerte | Venceu    |

## Ligações Externas
- Alejandra García no X
- Alejandra García. no IMDb.